# Championnats du monde d'aviron 1980
Navigation
Édition précédente Édition suivante
Les championnats du monde d'aviron 1980, dixième édition des championnats du monde d'aviron, ont lieu en août 1980 à Willebroek, en Belgique.
Cette édition se déroulant sur une année olympique, seules les épreuves masculines en catégories poids légers sont disputées.

## Médaillés

### Hommes
| Épreuves | Or | Or            | Argent | Argent        | Bronze | Bronze        |
| -------- | --- | ------------- | --- | ------------- | --- | ------------- |
| LM1x     | Allemagne de l'Ouest Christian-Georg Warlich | 7 min 0 s 94  | États-Unis William Belden | 7 min 6 s 32  | Espagne José Antonio Montosa Ortega | 7 min 8 s 80  |
| LM2x     | Italie Francesco Esposito Ruggero Verroca | 6 min 29 s 18 | États-Unis Scott Roop Lawrence Klecatsky | 6 min 31 s 10 | Suisse Kurt Steiner Reto Wyss | 6 min 33 s 44 |
| LM4-     | Australie Graham Gardiner Charles Bartlett Clyde Hefer Simon Gillett                                                                                  | 6 min 12 s 35 | Danemark Mogens Rasmussen Juul Søren Christensen Jan Christensen Kim Hagsted                                                                                       | 6 min 23 s 75 | Grande-Bretagne Antony Richardson Andrew Cusack Duncan Innes Colin Cusack | 6 min 25 s 76 |
| LM8+     | Grande-Bretagne Colin Barratt David Hosking Robert Downie Nicholas Howe Peter Zeun Clive Roberts Nigel Read Stephen Simpole Simon Jefferies (barreur) | 5 min 42 s 76 | France Bernard Gronchi Thierry Farelle Bertrand Razat Serge Grenier Jean-François Razat Gérard Avril Maxime Mantovani Laurent Fritsch Bertrand Le Cossec (barreur) | 5 min 45 s 62 | Espagne Felix Alonso Muñoz Carlos Sáez Bernardos José Marti Miranda Francisco Goicoechea García Luis Arteaga Leon José Rojí Angel Sáez Bernardos Fernando Climent Javier Sabriá (barreur) | 5 min 45 s 87 |

## Tableau des médailles
- Pays organisateur

| Rang  | Nation               | Or | Argent | Bronze | Total |
| ----- | -------------------- | -- | ------ | ------ | ----- |
| 1     | Grande-Bretagne      | 1  | 0      | 1      | 2     |
| 2     | Allemagne de l'Ouest | 1  | 0      | 0      | 1     |
| 2     | Australie            | 1  | 0      | 0      | 1     |
| 2     | Italie               | 1  | 0      | 0      | 1     |
| 5     | États-Unis           | 0  | 2      | 0      | 2     |
| 6     | Danemark             | 0  | 1      | 0      | 1     |
| 6     | France               | 0  | 1      | 0      | 1     |
| 8     | Espagne              | 0  | 0      | 2      | 2     |
| 9     | Suisse               | 0  | 0      | 1      | 1     |
| Total | Total                | 4  | 4      | 4      | 12    |